# Geastrum pectinatum
A Geastrum pectinatum é uma espécie de cogumelo não comestível pertencente à família de fungos Geastraceae. Embora os espécimes jovens sejam esféricos, o desenvolvimento do basidioma envolve a divisão da camada externa de tecido como uma estrela com 7 a 10 feixes pontiagudos que, por fim, se dobram para baixo, revelando um pequeno saco de esporos de 1 a 2,5 cm de largura. O saco de esporos é sustentado por um pequeno estipe radialmente enrugado. Há uma abertura cônica distinta (peristoma) na parte superior do saco de esporos, que tem até 8 mm de comprimento. A massa de esporos e células circundantes dentro do saco, a gleba, é marrom-escura e torna-se pulverulenta em espécimes maduros. Os esporos são esféricos, medindo de 4 a 6 μm de diâmetro, com verrugas em suas superfícies. 
Embora incomum, a G. pectinatum tem uma distribuição cosmopolita e foi coletada em vários locais da Europa, América do Norte e do Sul, Ásia, Austrália e África, onde cresce no solo em bosques abertos. Como várias outras espécies da família, cristais de oxalato de cálcio são encontrados na G. pectinatum e acredita-se que estejam envolvidos na maturação do basidioma.

## Taxonomia
Christian Hendrik Persoon publicou a primeira descrição da Geastrum pectinatum em 1801. Em 1860, Miles Joseph Berkeley e Moses Ashley Curtis descreveram a espécie Geastrum biplicatum (originalmente denominada Geaster biplicatus), com base em espécimes enviados a eles por Charles Wright, obtidos nas Ilhas Ogasawara durante a Expedição de Exploração e Levantamento do Pacífico Norte. Em 1959, o micologista japonês Sanshi Imai considerou-a idêntica à G. pectinatum em uma publicação de 1936. Em 1959, o micologista J.T. Palmer relatou a comparação do espécime original coletado por Persoon com amostras frescas do que se pensava ser as espécies distintas G. plicatum e G. tenuipes (nomeadas pelo naturalista inglês Miles Joseph Berkeley em 1838 e 1848, respectivamente) e concluiu que os três espécimes eram sinônimos; o espécime original de Persoon foi então designado como o neótipo.
Na classificação de Geastrum de Ponce de Leon, ele colocou a espécie no subgênero Geastrum, seção Geastrum, como o tipo da subseção Sulcostomata, grupo Pectinatum. Outras espécies desse grupo (caracterizadas por um peristoma determinado circundado por um sulco) são G. xerophilum e G. furfuraceum. No conceito infragenérico de Stanek (1958), a G. pectinatum é colocada na seção Perimyceliata (abrangendo espécies em que a camada micelial cobre todo o endoperídio), na subseção Glabrostomata, que inclui espécies com peristomas plicados.
O epíteto específico é derivado do latim pectinatum, "como um pente".

## Descrição
Os espécimes imaturos - de 1 a 2 cm de diâmetro - são aproximadamente esféricos e começam seu desenvolvimento submersos no solo, mas gradualmente se elevam acima do solo durante a maturação. Nesse estado, a superfície externa é coberta por micélios, que formam uma camada macia e fofa que retém o solo e os detritos na superfície externa. Os basidiomas jovens geralmente têm um uma protuberância arredondada. Como outros membros do gênero Geastrum, a G. pectinatum tem uma parede do basidioma com várias camadas. Na maturidade, a camada externa (o exoperídio) se abre a partir do topo em forma de estrela com 7 a 9 feixes que sustentam o saco de esporos contido na parede interna (o endoperídio). Os espécimes expandidos têm até 5 cm de largura e 6 cm de altura. Os feixes do exoperídio se dobram para trás, elevando simultaneamente o saco de esporos acima do solo no que é conhecido como condição de fornicação; essa posição expõe o saco de esporos a mais correntes de ar, ajudando na dispersão dos esporos. A superfície dos feixes frequentemente racha para revelar áreas de cor mais clara, especialmente ao longo das bordas. Juntamente com uma camada bem desenvolvida de micélio, os feixes geralmente estão presos a fragmentos de terra ou de resíduos florestais.

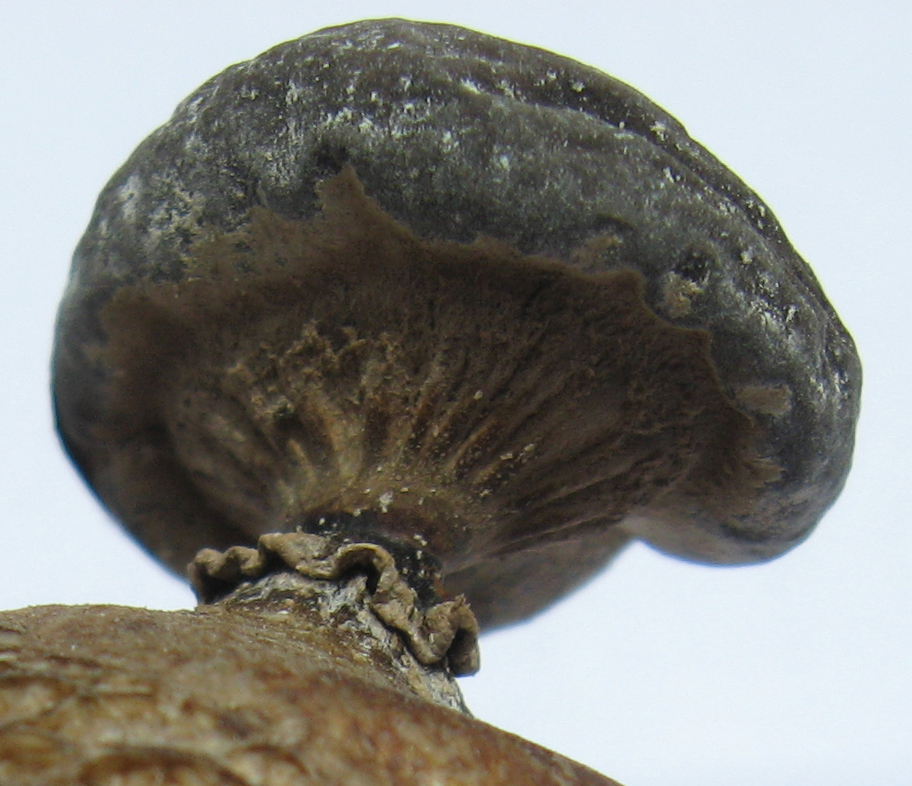
Vista aproximada do estipe e da parte inferior do saco de esporos

O endoperídio resistente e membranoso que compreende o saco de esporos, de cor marrom-púrpura e com 0,5 a 1,5 cm de altura por 1 a 2,5 cm de largura, é sustentado por um pequeno estipe com 3 a 4 mm de comprimento por 7 a 10 mm de largura e que tem uma apófise sulcada ou inchaço. Esse inchaço em forma de anel é feito de restos de um tecido chamado de camada pseudoparenquimatosa. Quando fresca, a camada pseudoparenquimatosa é de cor esbranquiçada, espessa e carnuda; ela seca e se torna marrom a marrom-escura, encolhendo e, muitas vezes, se dividindo e descascando. O endoperídio pode ser pruinoso (coberto por um pó fino e branco), embora a presença dessa característica tenha sido observada como algo variável. O saco de esporos é aberto por um único poro apical no topo de um "bico" cônico, ou peristoma. O peristoma é feito de tecido pectinizado que se assemelha aos dentes de um pente; o epíteto específico recebeu o nome dessa característica. O peristoma tem de 2 a 5 mm de comprimento e compreende de 20 a 32 cristas distintas. A massa de esporos e células circundantes dentro do saco, a gleba, é marrom-escura e torna-se pulverulenta em espécimes maduros. Internamente, o endoperídio contém uma estrutura chamada columela, que tem formato estreitamente cônico, é esbranquiçada ou marrom-clara e se estende por mais da metade da gleba. A G. pectinatum não tem odor ou sabor característico; assim como outros cogumelos estrelas da terra, não é comestível, e "não tem interesse alimentar".

### Características microscópicas
Os esporos são marrons e opacos. Eles têm uma forma aproximadamente esférica e são ornamentados com verrugas transparentes (hialinas) e truncadas; o diâmetro é de 4 a 4,5 μm, ou 5,5 a 6,5 se o comprimento das verrugas for incluído. As células portadoras de esporos, os basídios, têm 2 ou 4 esporos, enquanto os cistídios (células estéreis especializadas que ocorrem na superfície himenial em alguns cogumelos) estão ausentes. O capilício - uma massa de fibras estéreis semelhantes a fios, dispersas entre os esporos - é marrom-clara e tem de 3 a 7 μm de diâmetro; são cônicas, de paredes espessas com um interior estreito e lisos ou levemente incrustados.

### Espécies semelhantes

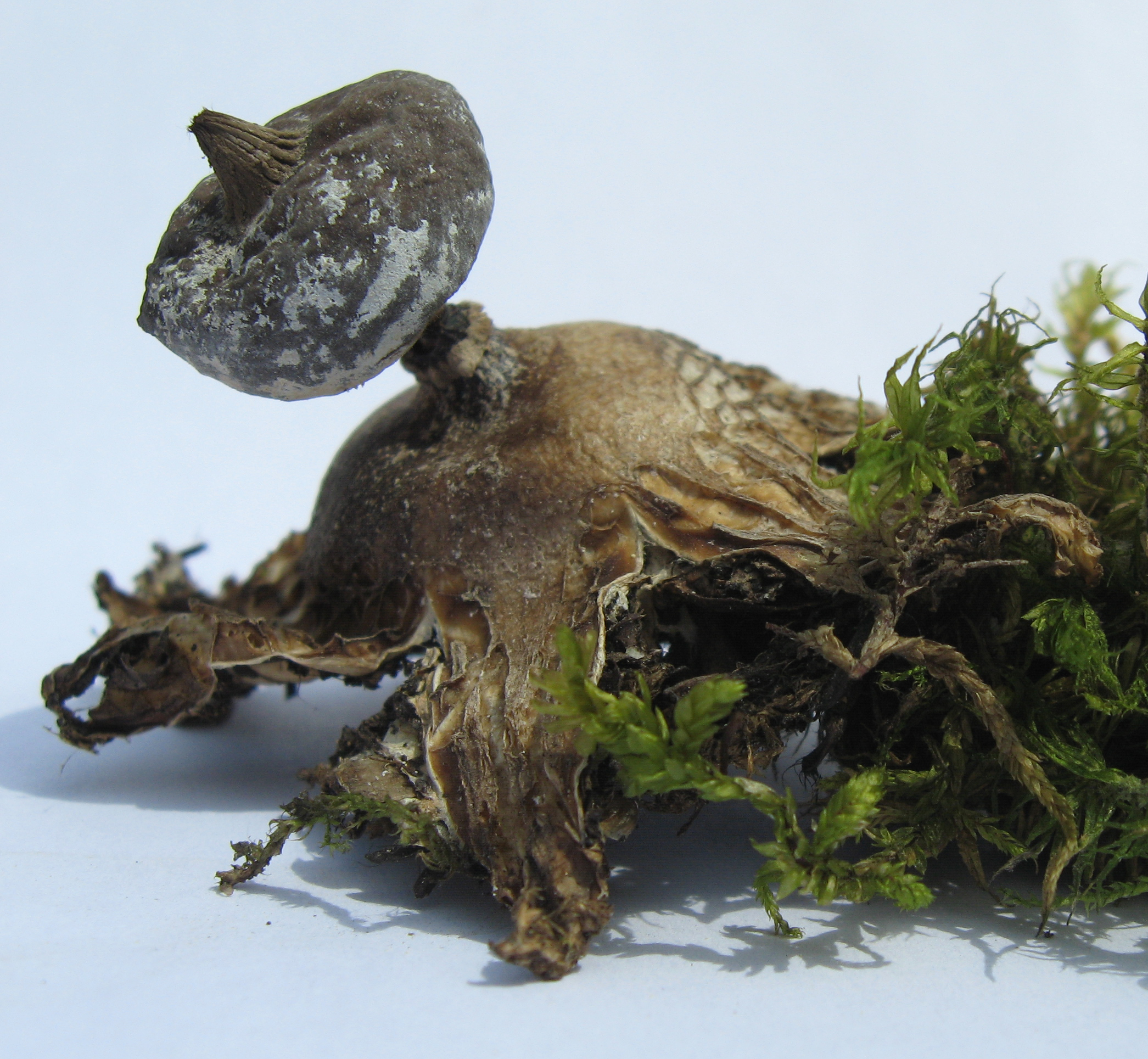
Espécime de Geastrum pectinatum de herbário

A Geastrum pectinatum foi confundida com a espécie morfologicamente semelhante, mas menor, G. schmidelii. A última espécie não apresenta estrias verticais nas porções basais do endoperídio e não possui um colar pseudoparenquimatoso ao redor do estipe. Outra espécie semelhante, a G. berkeleyi, tem um estipe mais curto e não possui as cristas na base do saco de esporos. Além disso, a cor do saco de esporos é geralmente marrom, em contraste com o azul-acinzentado da G. pectinatum. A G. xerophilum também tem uma camada de pó branco na superfície do saco de esporos, mas, ao contrário da G. pectinatum, não tem um anel na base do estipe; além disso, ao contrário da G. pectinatum, os esporos da G. xerophilum são amarelos e contêm gotas de óleo que são facilmente observáveis com um microscópio. A G. striatum tem basidiomas menores do que a G. pectinatum e uma apófise distinta em forma de colar.

## Habitat e distribuição
Foi relatado que essa espécie cresce solitária ou em grupos em solo arenoso ou em solo rico em adubo em florestas mistas e de coníferas, muitas vezes sob cedros. No Havaí, ela geralmente é encontrada crescendo em folhagem sob Casuarina costeira e bosques de Cupressus. Foi observado que a espécie ocorre no final do verão e no outono (na Grã-Bretanha e na Europa), mas os basidiomas podem secar e persistir por algum tempo.
A Geastrum pectinatum tem uma distribuição cosmopolita. Foi relatada na Austrália, e Nova Zelândia, África (Congo e África do Sul) América Central (Costa Rica), Ásia (nordeste da China e Japão),[2] e América do Sul (Brasil). Na Europa, foi relatada na Bélgica, Irlanda, Alemanha, Holanda, Noruega, e Suécia. No Oriente Médio, foi registrada em Israel, e na Turquia. Na América do Norte, é conhecido nos Estados Unidos (inclusive no Havaí), no Canadá e no México. Está no Livro Vermelho de Espécies (que documenta espécies raras e ameaçadas de extinção) da Letônia, e é considerado uma espécie ameaçada na Polônia. Fontes norte-americanas classificam sua frequência de aparecimento como "rara", mas Stellan Sunhede, em sua monografia de 1989 sobre as Geastraceae, considera-o um dos cogumelos estrelas da terra mais comuns do norte da Europa.

## Cristais de oxalato de cálcio
O oxalato de cálcio é um composto cristalino comum encontrado em muitos fungos, incluindo as estrelas da terra. A presença de cristais de oxalato de cálcio - aparentes como um pó esbranquiçado na superfície do saco de esporos - foi verificada para a G. pectinatum usando microscopia eletrônica de varredura. Os cristais de oxalato de cálcio ocorrem na forma tetragonal. Um estudo sobre a espécie relacionada Geastrum saccatum demonstrou que esses cristais são responsáveis pela abertura característica (deiscência) das camadas peridiais externas. A formação de cristais de oxalato de cálcio estica as camadas das paredes externas, afastando as camadas internas e externas do perídio.

### Literatura citada
- Sunhede S. (1989). Geastraceae (Basidiomycotina): Morphology, Ecology, and Systematics with Special Emphasis on the North European Species. Col: Synopsis Fungorum, 1. Oslo, Norway: Fungiflora. ISBN 82-90724-05-5